# فالنچین (شهرستان پروشکوف)
فالنچین (به لهستانی:  Falęcin) یک روستا در لهستان است که در گمینا بروینوو واقع شده‌است.